# Romà Sanahuja Bosch
Romà Sanahuja Bosch   (Vila-sana, 1907 - Valldoreix, 27 de gener de 1997) fou un empresari català, impulsor del Grup Sanahuja.

## Biografia
Nascut a Vila-sana i orfe de pare des de ben petit, va començar a treballar a la cansaladeria familiar, però al poc temps es va començar a guanyar la vida com a paleta. Ja de jove va començar a fer cases per la comarca del Pla d'Urgell.
Posteriorment, durant els anys 30, va migrar a Barcelona, on després de la guerra esdevindria un dels constructors principals del desarrollisme, juntament amb Josep Maria Figueras, Juan Antonio Samaranch i Josep Lluís Núñez.

### Desarrollisme
Fou constructor dels prop de 5.000 habitatges al Turó de la Peira de Barcelona durant els anys del desarrollisme. Construïts a corre cuita entre 1953 i 1961, aquests blocs estaven inicialment destinats a famílies d'origen humil, provinents dels diversos nuclis de barraquisme que encara havia a la Barcelona. Durant la construcció d'aquests edificis es va fer servir ciment d'assecament ràpid, provocant aluminosi en els edificis a llarg termini. El deia que el ciment, fabricat per Ciments Molins, adquiria en 24 hores la mateixa resistència que el ciment portland en 28 dies. Ciments Molins havia comprat la patent al Grup La Farge, però a França l’ús d’aquest ciment estava prohibit des de 1943. A Espanya va ser legal fins als anys setanta.
Al novembre de 1990 un dels edificis va col·lapsar. Dies després, els veïns es van manifestar al crit de “Sanahuja, assassí”. Els veïns van denunciar Sanahuja, Molins, la Generalitat i l'Estat, però un jutge va decretar el sobreseïment de la causa l'octubre de 1993.

### Sacresa
Amb els beneficis que va treure com a promotor, van invertir en la compra de diversos solars i terrenys que van resultar en grans inversions llarg termini. Amb el seu fill, va crear l'empresa Sacresa (Sociedad Anónima de Construcciones Reunidas Sanahuja) des d'on van impulsar i/o gestionar projectes com l'Illa Diagonal, la demolició i posterior urbanització de l'Estadi de Sarrià, la urbanització de l'antic hospital de Sant Joan de Déu de les Corts, la reforma de la Plaça de Toros de Les Arenes o la Torre Millenium de Sabadell, entre molts d'altres.
Durant la seva etapa com a empresari, també va ser president d'organitzacions com Edificaciones y Construcciones Sociales, Urbinsa (Urbanizaciones y Inmuebles), Indice (Inmobiliaria Diagonal Centro) i Cusa (Comercial de Urbanitzaciones y Solares), entre d'altres.

### Llegat
Els seus fills va heretar i eixamplar l'entramat empresarial fundat pel seu pare. Maria Àngels Sanahuja Pons es va dedicar al sector de la construcció. Un altre fill seu, Romà Sanahuja Pons, va acabar sent president de Metrovacesa, va convertir-se a mitjans dels 2000 en una de les famílies més riques d'Espanya, amb un patrimoni de 5.265 milions d'euros, només per darrera d'Amancio Ortega i del propietari de Ferrovial.
Sanahuja Bosch va morir als 90 anys a Valldoreix, on es va fer construir un mausoleu familiar.